# Giuseppe Graglia
 Giuseppe Graglia  (Moncucco Torinese, 6 november 1909 - Turijn, 26 september 1996) was een Luxemburgs wielrenner die als beroepsrenner actief was tussen 1929 en 1934.

## Biografie
Geboren in Piemonte groeide Graglia op in Luxemburg. Hij onderscheidde zich als amateur door het winnen van de Ronde van Sestriere en de Coppa Fossati. Als beroepsrenner wist hij tweemaal Milaan-Turijn te winnen.
Na zijn actieve wielerloopbaan werd hij ploegleider bij Legnano, de ploeg van Gino Bartali en Fausto Coppi.

## Palmares
- 1929
  - Coppa Città di Asti
- 1931
  - Milaan-Turijn
  - Coppa Città di Asti
- 1932
  - 3e etappe Ronde van Piemonte
- 1933
  - Milaan-Turijn
  - 1e etappe Ronde van Piemonte